# デビー・ダイアモンド
デビー・ダイアモンド Debi Diamond（本名デブラ・アン・レスター Debra Ann Lester、サンフェルナンド・バレー (カリフォルニア州) 出身、1965年5月1日 - ）は、アメリカ合衆国のポルノ女優・ヌードモデル。

## 来歴
デビー・ダイアモンドは、ロサンゼルス郊外のサンフェルナンド・バレーで育った。ハイスクール卒業後、デビーはハリウッドの映画プロデューサー、ロバート・エヴァンスに出会い、しばらく彼の個人秘書として働いた。エヴァンスは彼女を写真家のヘルムート・ニュートンに紹介した。ニュートンは80年代に何冊かの自身の写真集に彼女を登場させた。この当時は彼女はまだ女優としては活動しておらず、その後ポルノ映画女優へと転身した。
デビーは1983年にポルノ映画デビューを果たすと、直ちに、ほとんどいかなる共演者とも、いかなる性行為をも厭わない意欲的な女優であるという評判を勝ち取った。たとえば、『Deep Inside Debi Diamond』において、彼女は氷像の12インチ（約30cm）の陰茎に跨がり、激しく彼女自身を貫かせている。別のシーンでは、彼女はスマートにドレスを着こなしたセレブから、泥まみれで無惨に破られたストッキングを身にまとっただけの、4人の男性に強姦される被害者へと変貌させられる。ある時点で彼女は逃げ出そうと試みるが、組み伏せられてしまい、さらに陵辱を加えられる。
彼女の絶頂期は1990年代初期で、ほとんど休み無しで活動した。彼女の業績はXRCO殿堂・AVN殿堂を含む数多くの賞をもたらした。
デビーの友人であり、同僚であるポルノ映画スター、ビオンカによると、デビーは引退後結婚し、シカゴ (イリノイ州) 郊外の小さな町に移り住んだ。
デビーは引退からほぼ12年後の2007年、MySpaceに再び姿を現した。ポルノジャーナリスト、ジーン・ロス (Gene Ross) とのインタビューにおいて、デビーは姿を消していた間に結婚し（その後離婚）、3人の子供をもうけた事を話した。また彼女は再びカメラの前に立つことを考えていて、自身のウェブサイトに着手し、ポルノ界を離れて以来初めて、2008年のAEEで公の場に出席し、PAW/Arrowブースで契約する予定と語った。

## 出演作の一部
- 1983年 - 『リトル・ヴァージン/猟辱 (Bad Girls II)』
- 1983年 - 『野性交愛/アニマル・ピストン (All-American Girls 2: In Heat)』
- 1984年 - 『マンハント/女帝 (Stud Hunters)』
- 1989年 - 『THE極妻/マフィアVS悶々姉御 (The Whore)』
- 1989年 - 『Gang Bangs II』
- 1989年 - 『キャット・ウーマン2/美獣狩り (Bratgirl)』
- 1989年 - 『トリー・ウェルズ/カメレオン・レディ (The Chameleon)』
- 1990年 - 『ハード・ブルー/至福の条件 (Steamy Windows)』
- 1993年 - 『硝子の性/壁の向こうの快楽 (Shiver)』
- 1993年 - 『ナイト・トリップス モア (Sensual Exposure)』
- 1993年 - 『バーチャル・エクスタシー/マジック・ベッド立体絶頂 (Princess Orgasma and the Magic Bed)』
- 1993年 - 『クィーン・オブ・ハーレー (Outlaws)』
- 1993年 - 『超獣 (The Orgy)』
- 1993年 - 『Depraved Fantasies』
- 1993年 - 『CIA女スパイ/拉致拷問 (Deep Cover)』
- 1993年 - 『クレイジー・エデン/究極の官能ワールド (County Line)』
- 1993年 - 『Buttslammers 4』
- 1994年 - 『快楽園 (Stripper Nurses)』
- 1994年 - 『マイケル・ニンのSEX (Sex)』
- 1994年 - 『バック・ヴァージン (Dial A for Anal)』
- 1994年 - 『The Dinner Party』
- 1994年 - 『アニマル・プリズン (Bad Girls 1: Lockdown)』
- 1994年 - 『アニマルプリズン2 (Bad Girls 2: Strip Search)』
- 1994年 - 『猥褻クリニック (The Analizer)』
- 1995年 - 『未来性機ラバー・シティ (Latex)』
- 1995年 - 『蝶々（バタフライ）伝説 (Deep Inside P.J. Sparxx)』
- 1995年 - 『Deep Inside Debi Diamond』
- 1996年 - 『クレイジー・キャット (Deep Inside Misty Rain)』

## 受賞

### AVN
- AVN殿堂[5]
- 1995年 Best All-Girl Sex Scene - Film 『The Dinner Party』[6]
- 1995年 Best All-Girl Sex Scene - Video 『Buttslammers 4』[6]
- 1995年 Most Outrageous Sex Scene 『Depraved Fantasies』[6]
- 1995年 Best Group Sex Scene - Film 『マイケル・ニンのSEX (Sex)』[6]
- 1994年 Female Performer of the Year[6]
- 1990年 Best Group Sex Scene - Video 『Gang Bangs II』[6]
- 1990年 Best Couples Sex Scene - Video 『トリー・ウェルズ/カメレオン・レディ (The Chameleon)』[6]

### FOXE
- 1995年 Female Fan Favorite[7]

### Legends of Erotica
Hall of Fame

### XRCO
- 1994年 XRCO殿堂顕彰[9]
- 1994年 Best Girl-Girl Sex Scene 『The Dinner Party』[10]
- 1993年 Female Performer (Body of Work)[10]
- 1992年 Unsung Siren[9]

## 身体的目印
- 陰部の右上にある小さなタトゥー。
- 足の裏にタトゥー。
- 頭皮にもタトゥーがあるが見えない。（『Debi Diamond's Dirty Dykes』で言及されている。)
- 左の鼻孔にピアスを開けている。